# جونووان اسمیت
جونووان اسمیت (به انگلیسی: Jonovan Smith،  زادهٔ ۱۹ فوریهٔ ۲۰۰۱) یک کشتی‌گیر آزادکار اهل کشور پورتوریکو است. وی سابقه حضور در المپیک ۲۰۲۴ پاریس را دارد.  